# کارا براکستون
کارا براکستون (انگلیسی: Kara Braxton؛ زادهٔ ۱۸ فوریهٔ ۱۹۸۳) بازیکن بسکتبال اهل ایالات متحده آمریکا است.
از باشگاه‌هایی که در آن بازی کرده‌است می‌توان به فینکس مرکوری اشاره کرد.